# Эрнст I Гогенлоэ-Лангенбургский
Эрнст I Гогенлоэ-Лангенбургский (нем. Ernst I. zu Hohenlohe-Langenburg; 7 мая 1794 год, Лангенбург — 12 апреля 1860, Баден-Баден) — четвёртый князь дома Гогенлоэ-Лангенбург.

## Биография
Эрнст Кристиан Карл Гогенлоэ-Лангенбургский — старший сын князя Карла Людвига Гогенлоэ-Лангенбургского и его супруги графини Амалии Генриетты Сольмс-Барутской (1768—1847).
Эрнст проучился три года в Тюбингенском и Гейдельбергском университетах, затем поступил на службу в вюртембергскую армию. В 1819 году стал депутатом вюртембергского сословного собрания. Слабое здоровье заставило Эрнста отказаться от активной общественной деятельности. Умер во время пребывания в Баден-Бадене и был похоронен в Лангенбурге.

## Награды
- Орден Святого Владимира 4-й степени  с бантом (24 июня 1815, Российская империя)[3]

## Потомки
18 февраля 1828 года Эрнст Гогенлоэ-Лангенбургский женился в Кенсингтонском дворце на принцессе Феодоре Лейнингенской, единственной дочери Эмиха Карла Лейнингенского и его второй супруги принцессы Виктории Саксен-Кобург-Заальфельдской, старшей единоутробной сестры королевы Великобритании Виктории.
В браке с Феодорой Лейнингенской родились:
- Карл (1829—1907), женат морганатическим браком на Марии Гратволь (1837—1901), баронессе Броннской
- Элиза Аделаида Виктория (1830—1850)
- Герман (1832—1913), женат на принцессе Леопольдине Баденской
- Виктор Фердинанд Франц (1833—1891), женат морганатическим браком на леди Лауре Вильгельмине Сеймур, графине Глейхенской
- Адельгейда, замужем за Фридрихом VIII Шлезвиг-Гольштейнским
- Феодора (1839—1872), замужем за Георгом II Саксен-Мейнингенским